# Dicranomyia (Dicranomyia) opima
Dicranomyia (Dicranomyia) opima is een tweevleugelige uit de familie steltmuggen (Limoniidae). De soort komt voor in het Australaziatisch gebied.